# Poddle
La rivière Poddle (An Poitéal) est un cours d'eau d'Irlande qui traverse la capitale Dublin pour se jeter dans la Liffey. A l'origine la rivière se jetait dans la Liffey au moyen d'un bassin soumis à la marée (dubh linn, « black pool » ou « dark pool » en irlandais) ; c'est ce bassin qui a donné à la ville son nom.
Renforcé par un canal creusé par l'abbaye de St. Thomas, qui prenait l'eau de la Dodder, beaucoup plus importante, le Poddle a été la principale source d'eau potable de la ville pendant plus de 500 ans, à partir des années 1240. Le Poddle, qui coule entièrement dans le traditionnel Comté de Dublin, est l'un des quelque cent membres du système de la Liffey (à l'exclusion des affluents du Dodder), et l'un des plus de 135 cours d'eau du comté; il n'a qu'un seul affluent naturel important, le Commons Water de Crumlin.
Le Poddle prend sa source dans le sud-ouest du comté de Dublin, dans la région de Cookstown, au nord-ouest de Tallaght, dans le comté de Sud Dublin, et se jette dans la rivière Liffey à Wellington Quay dans le centre de Dublin. S'écoulant à ciel ouvert presque jusqu'au Grand Canal à Harold's Cross, son cours inférieur, y compris les multiples canaux artificiels connectés, est presque entièrement canalisé. En plus de fournir de l'eau potable à la ville du 13e au 18e siècle, aux foyers et aux entreprises, y compris les brasseries et les distilleries, la rivière fournissait également de l'eau de lavage aux écorcheurs, aux tanneurs et aux teinturiers. Son volume a été augmenté par un prélèvement sur la rivière Dodder, beaucoup plus grande, et elle a alimenté de nombreux moulins, y compris des installations de production de farine, de papier et de fer, depuis au moins le 12e siècle jusqu'au 20e siècle. Elle alimentait également les douves du château de Dublin, dont elle traverse toujours les terrains souterrains.
Le Poddle a souvent provoqué des inondations, notamment autour de la cathédrale Saint-Patrick de Dublin, et pendant plusieurs siècles, une commission composée de hauts fonctionnaires de l'État et de la municipalité a tenté de gérer ce problème, avec le pouvoir de prélever et de collecter une taxe sur le Poddle. Les inondations ont conduit à l'absence de crypte dans la cathédrale et au déplacement des tombes du satiriste Jonathan Swift, auteur des Voyages de Gulliver, et de son amie Stella. La rivière et ses cours d'eau associés ont été notoirement pollués à certaines périodes, à un moment donné, suffisamment pour tuer les animaux qui buvaient l'eau. La rivière est brièvement mentionnée dans le roman de James Joyce Ulysse, et plusieurs fois dans Finnegans Wake, qui mentionne son rôle dans la croissance de Dublin.

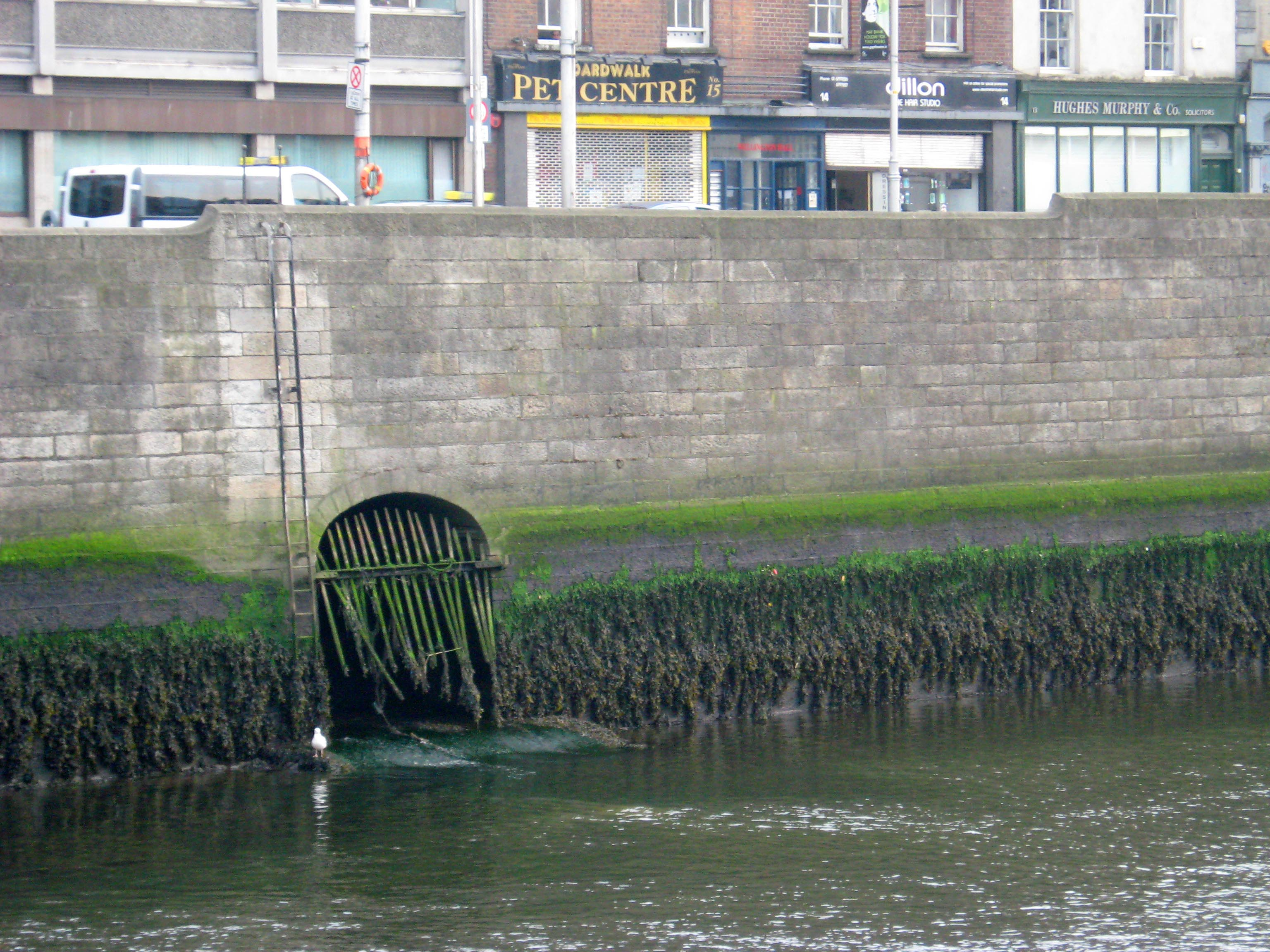
Confluence de la rivière Poddle avec la Liffey, à Wellington Quay, à marée basse